# Seira (Hiszpania)
Seira – gmina w Hiszpanii, w prowincji Huesca, w Aragonii, o powierzchni 69,4 km². W 2011 roku gmina liczyła 149 mieszkańców.